# Generiek topleveldomein
| Historische generieke topleveldomeinen               | Historische generieke topleveldomeinen                            |
| Domein                                               | Beoogd Gebruik                                                    |
| ---------------------------------------------------- | ----------------------------------------------------------------- |
| com                                                  | Vooral gebruikt voor commerciële websites.                        |
| org                                                  | Oorspronkelijk gebruikt voor organisaties, onbeperkt              |
| net                                                  | Oorspronkelijk gebruikt voor network infrastructuren, onbeperkt.  |
| edu                                                  | Gebruikt voor educatieve doeleinden.                              |
| gov                                                  | Overheid gebruik voor overheidsinstituten in de Verenigde Staten. |
| mil                                                  | Militair gebruik voor de Verenigde Staten.                        |
| Volledige lijst van topleveldomeinen op het internet |                                                                   |

Een generiek topleveldomein (Engels: Generic Top Level Domain) (gTLD) is een topleveldomein (TLD) dat niet aan een bepaald land toebehoort (geen Country-Code Top-Level Domain) en gehandhaafd wordt door de Internet Assigned Numbers Authority (IANA) voor gebruik in het Domain Name System van het Internet. Een topleveldomein is het laatste label van een volledig gekwalificeerde domeinnaam. Ze worden generieke topleveldomeinen genoemd vanwege historische redenen; oorspronkelijk werden ze gebruikt voor internationale websites die niet landelijk gebaseerd zijn.
De kerngroep van generieke topleveldomeinen bestaat uit com, info, net, and org domeinen. Ook worden biz, name, en pro domeinen beschouwd als "Generieke", echter zijn deze aangewezen als "beperkt".
In 2013 werd besloten veel meer topleveldomeinen toe te laten, dit opende de weg voor gesponsorde gTLD's (sTLD's - sponsored generic Top-Level Domains) evenals niet-gesponsorde gTLD's (uTLD's - unsponsored gTLDs).

## Terminologie
Onbeperkte generieke topleveldomeinen zijn domeinen die beschikbaar zijn voor registraties door een persoon of organisatie voor elk gebruik. De prominente gTLD´s in deze groep zijn com, net, org, en info. Van deze groep was info de enige die oorspronkelijk onbeperkt was. De overige hadden een specifieke doelgroep, maar door gebrek aan handhaving kregen zij ook een onbeperkt karakter.